# Michael Spyra
Michael Spyra (* 1983 in Aschersleben) ist ein deutscher Schriftsteller.

## Leben
Michael Spyra wuchs in Aschersleben auf. 2003 legte er sein Abitur am Stephaneum Aschersleben ab. Er studierte Sprechwissenschaften in Halle und schloss das Studium mit einem Diplom 2011 ab. Zwischenzeitlich studierte er literarisches Schreiben am Literaturinstitut Leipzig. Seit 2009 ist er Mitglied im Halleschen Dichterkreis. Er war bzw. ist zudem auf der Plattform Fixpoetry und Poetenladen als Autor aktiv und produziert Vokalbeiträge für elektronische Musik. Er publizierte zwei Gedichtbände im Mitteldeutschen Verlag. Sein dritter Lyrikband In Auflösung begriffen erschien im März 2023 als Roughbook 59 beim Engeler Verlag. Dieser Gedichtband wurde als persönliche Empfehlung von Insa Wilke im Rahmen der SWR Bestenliste für den Oktober 2023 geführt
Seit 2019 lebt er nach Zwischenstationen in Flensburg, Quedlinburg und Leipzig mit seiner Familie wieder in Halle und arbeitet neben der ehrenamtlichen Tätigkeit als Vorstand des Förderkreises der Schriftsteller in Sachsen-Anhalt als Kindergärtner.

## Auszeichnungen
- 2023 Arbeitsstipendium der Kunststiftung des Landes Sachsen-Anhalt
- 2020 Stipendiat auf dem Kunsthof Dahrenstedt
- 2019 Schulschreiber des Friedrich-Bödecker-Kreises in Laucha an der Unstrut
- 2019 6. Bonner-Literaturpreis „Dichtungsring“
- 2016 Klopstock-Förderpreis für neue Literatur, Sachsen-Anhalt,[4] für Auf die Äpfel hatte der Herbst geboxt
- 2012 Finalist beim 20. Open Mike[5]
- 2010 Finalist beim Lyrikpreis München
- 2010 Walter-Bauer-Stipendium der Städte Merseburg und Leuna

## Werke

### Einzelveröffentlichungen
- In Auflösung begriffen. Gedichte. Engeler Verlag 2023, ISBN 978-3-906050-91-1.
- Die Berichte des Voyeurs. Gedichte, Mitteldeutscher Verlag 2021, ISBN 978-3-96311-542-4.
- Auf die Äpfel hatte der Herbst geboxt. Gedichte, Mitteldeutscher Verlag, Halle 2014, ISBN 978-3-95462-469-0.
- Kolonialsprachwaren. Hallesches Autorenheft 66. Herausgeber: Förderkreis der Schriftsteller, Halle.

### In Anthologien und Zeitschriften (Auswahl)
- In:... und bey den Liechten Sternen stehen. Gedichte zu Sibylla Schwarz’ 400. Geburtstag. Hrsg. von Berit Glanz und Dirk Uwe Hansen. Reinecke & Voß 2021, ISBN 978-3-942901-46-8.
- In: Die 32 Schimmelarten des Joseph Brodsky. Hrsg. von Alexandru Bulucz. Mikrotext, ISBN 978-3-944543-76-5.
- Menschenfresser der Liebe.  In: Seitenstechen 3 (2018), ISBN 978-3-946120-58-2.
- Azoren. Sechs Gedichte. „Alles eine Frage der Zeit“. Poetologische Notiz „Lagebesprechung mit Jayne-Ann Igel“. In: Ostragehege 87 (2018), ISSN 0947-1286
- Die mayröcker-variationen. In: Literaturbote 131/132. Hessischen Literaturforum, im Mousonturm e.V. 10 (2018).
- Italiensonett. In: Ort der Augen 3/2016.
- Tippgemeinschaft 2010 & 2011 (Jahresanthologie der Studierenden des Deutschen Literaturinstituts).
- alltägliches, individualität, transformation (syn.), der unabhängigkeit. In: Ort der Augen 1/2006.

### Als Illustrator
- Samstag der 14te Collagen und als Herausgeber (Schulschreibergeschichten von der Friedrich Bödecker Grundschule in Laucha) Mitteldeutscher Verlag 2020, ISBN 978-3-96311-400-7.